# Daniel Erlandsson

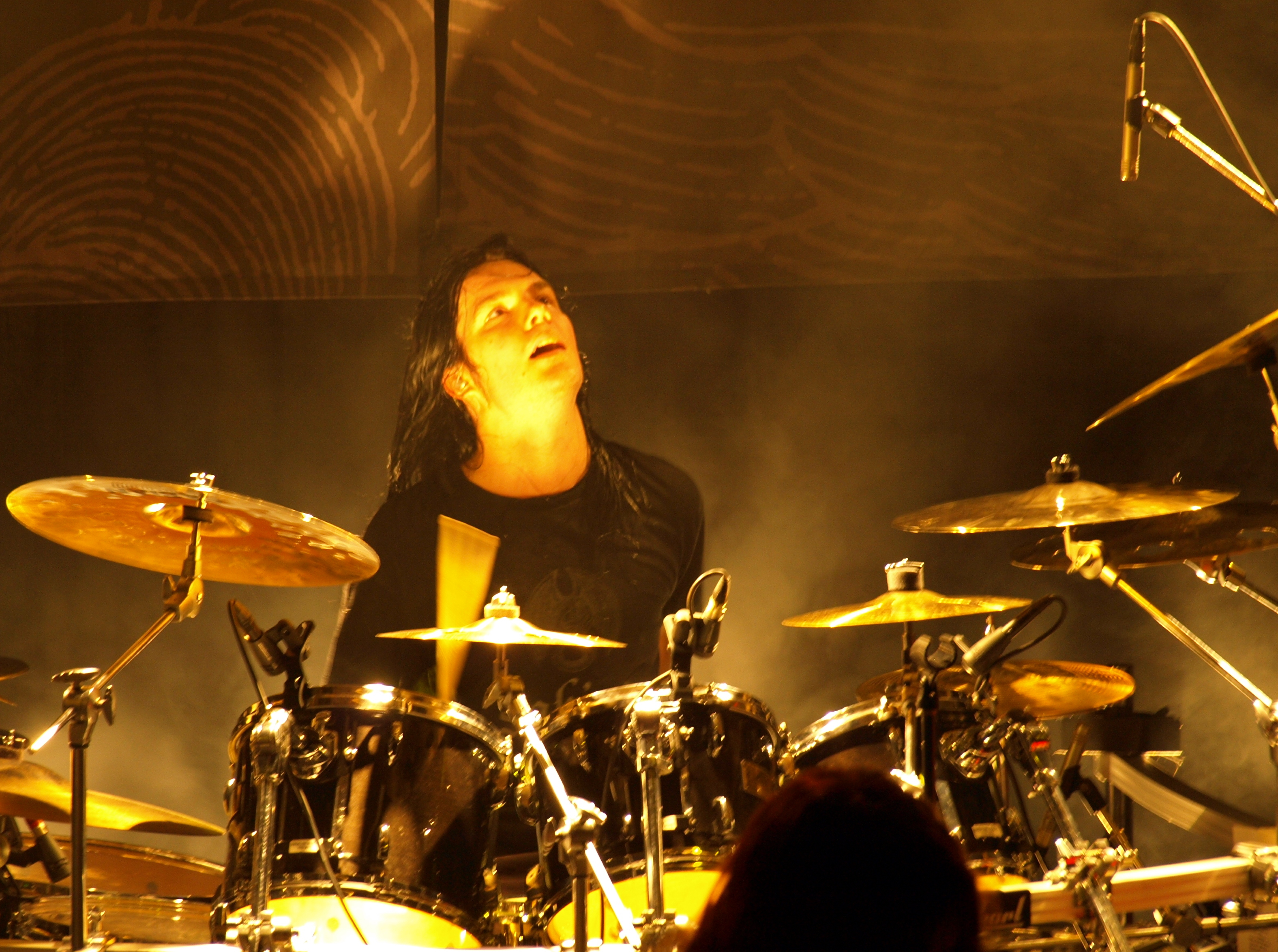
Daniel Erlandsson

Daniel Erlandsson, född 22 maj 1976 i Malmö och uppvuxen i Derome, är trummis i deathmetalbandet Arch Enemy. Övriga meriter inkluderar bland annat In Flames album Subterranean samt band som Carcass, Eucharist, Liers in Wait, Diabolique, Armageddon och The End.
Han är bror till Adrian Erlandsson, nuvarande trummis i At the Gates, The Haunted, och före detta trummis i Skitsystem, Cradle of Filth, Paradise Lost (musikgrupp)

## Utrustning, trumset
Daniel Erlandssons trumset är följande:
- Drums: Pearl Masterworks Carbon Fiber
- 24"x18" Bass Drum x 2
- 8"x7" Tom
- 10"x8" Tom
- 12"x9" Tom
- 13"x10" Tom
- 16"x14" Floor Tom
- 18"x16" Floor Tom

- Cymbals: Sabian
- 14” AA Metal-X Hi-Hats
- 17” AAXtreme China
- 18” AA Metal-X Crash
- 10” Pro Sonix Splash
- 15” AAXtreme China
- 19” AA Metal-X Crash
- 22” AA Metal-X Ride
- 18” AAXplosion Crash
- 13” AAX Fusion Hi-Hats
- 18” AA Metal-X China

- Hardware: Pearl
- DR-503 Drum Rack
- DR-501 Front Rack
- RJ-50 Mini Extension Bar
- RH-2000 Hi-Hat
- PCX200 Clamp x 4
- PCX100 Clamp x 11
- TH2000I Tom Holder x 4
- S-2000 Snare Stand
- CLH100 Closed Hi-hat
- CH88 Cymbal Holders x 11
- Eliminator Chain Drive Pedals x 2
- D2000 Throne

- Sticks: Wincent